# Perro crestado rodesiano
El perro crestado rodesiano, también conocido simplemente como crestado rodesiano o por su nombre en inglés Rhodesian Ridgeback, es una raza de perro originaria de Zimbabue, antiguamente la República de Rodesia. Es la única raza de perro originaria de África austral que se registra en la actualidad.

## Historia
La historia de la raza tiene sus inicios en el siglo XVI, cuando colonizadores europeos al llegar a sur de África, entraron en contacto con los aborígenes locales khoikhoi. Estos poseían un tipo de perro semidomesticado (al que también dieron por nombre khoikhoi) que tenía, como característica principal, una franja de pelo con forma de punta de lanza, en el lomo, que crecía en sentido contrario al resto del pelaje, formando una cresta que lo caracterizaba.
Era un perro resistente que cazaba con los aborígenes en la estepa africana y cuidaba de su ganado por las noches. Debido a la naturaleza de las presas y la dureza del medio ambiente, este rústico perro era capaz de soportar las drásticas variaciones de temperatura entre el caluroso día y las temperaturas bajo cero por las noches
En 1922 se comenzó a trabajar en Bulawayo, Rodesia del Sur actual Zimbabue, en el Bulawayo Kennel Club Show para formular el estándar de la raza, para luego lograr el reconocimiento del South African Kennel Union de Sudáfrica en 1927.

## Características

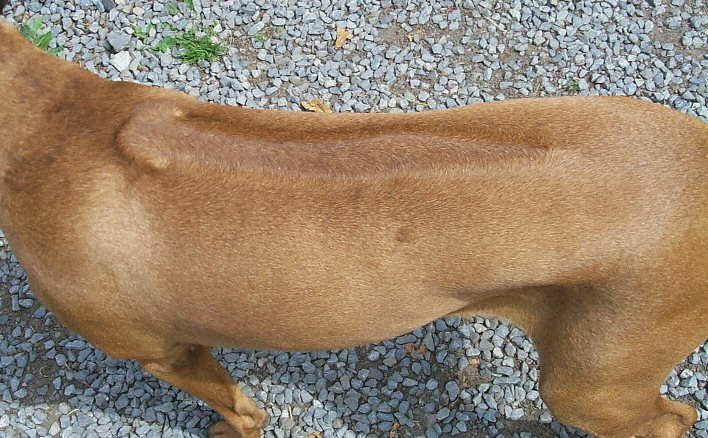
La cresta en la espalda es una característica distintiva de la raza.

El estándar de la raza indica que los machos deben tener entre 63 y 69 cm a la altura de la cruz, pesando entre 36 y 41 kg, y las hembras un poco más pequeñas, de 61 a 66 cm de altura y un peso de entre 32 y 36,5 kg.
Su pelaje es corto, denso, liso y brillante, sin ser lanoso o sedoso.
Las patas delanteras son rectas y fuertes, con buena osamenta y los codos bien pegados al cuerpo, lo que lo hace un animal sumamente resistente.
Es un perro de buena presencia, fuerte, musculoso, ágil y activo, de apariencia simétrica, equilibrada y bien balanceado. Un ejemplar adulto es capaz de recorrer grandes distancias con una velocidad adecuada. Se enfatiza su agilidad, elegancia y solidez sin ser robusto.
Tiene, como característica, una cresta sobre su espina dorsal, formada por pelos que crecen en sentido contrario al resto del pelaje.
La cresta tiene que estar claramente definida y ser simétrica, estrechándose hacia la cadera. Debe empezar inmediatamente detrás de los hombros y continuar hasta los huesos de la cadera (grupa). La cresta solo debe tener dos coronas, idénticas y opuestas. La longitud de la corona no deberá ser superior a 1/3 de la longitud total de la cresta o ridge. Un buen promedio del ancho de la misma es de 5 cm.
El estándar de la raza acepta los colores que van del trigo pálido al rojizo. El color de la trufa puede ser negro o marrón (liver nose). Pueden tener máscara negra. Se admite una pequeña mancha blanca en el pecho y en los dedos de sus patas delanteras o traseras.
Los cazadores sudafricanos descubrieron que los Ridgebacks, en jauría, eran muy efectivos contra los leones, originándose así un segundo nombre para esta raza: "El cazador de leones africano". Se adapta perfectamente al entorno de las estepas africanas. Puede soportar altas temperaturas, así como el frío de la noche. Es resistente a las picaduras de insectos y puede permanecer sin agua y comida más de 24 horas.